# بلير أندرسون
بلير أندرسون (بالإنجليزية: Blair Anderson)‏ (1 يوليو 1992 - ) هو لاعب كرة قدم بريطاني في مركز الوسط. لعب مع نادي كرولي تاون وBasford United F.C. ‏ ونادي لونغ إيتون ‏.

## وصلات خارجية
- بلير أندرسون على موقع قاعدة بيانات كرة القدم.إي يو (الإنجليزية)
- بلير أندرسون على موقع Soccerbase.com (لاعب) (الإنجليزية)